# Ераст
Ераст (грчки: ἐραστής) означава одраслог мушкарца у хомосексуалној вези са младићем (ероменосом) у античкој Грчкој. Термин ераст користио се превасходно у Атини, док су се у другим полисима користиле и друге речи, као еиспнелас („онај који инспирише“) у Спарти или филетор на Криту.
Премда је друштвена улога ераста у свим различитим видовима грчке педерастије укључивала менторску компоненту, обичаји који су уређивали понашање били су различити. У неким полисима се очекивало од ераста да иницира везу са ероменосом, што је некада, као на Криту укључивало и ритуално киднаповање, док је у другим, као у Спарти, ероменос био тај који је покретао везу. Менторство ераста базирало се на физичкој култури грађеној у гимнасионима, што је обједињавало спортски и војни тренинг, али и филозофију и музику.
Уколико је хомосексуална веза између ероменоса и ераста била сексуална, ераст је имао активну улогу. Одраслом мушкарцу у Грчкој није приличило да буде сексуално пасиван.